# Rigidoporus amazonicus
Rigidoporus amazonicus är en svampart som beskrevs av Ryvarden 1987. Rigidoporus amazonicus ingår i släktet Rigidoporus och familjen Meripilaceae.   Inga underarter finns listade i Catalogue of Life.